# ديمتري أليكسانين
ديمتري أليكسانين (مواليد 18 ديسمبر 1991) هو مبارز بالسيف كازاخستاني، مثّل بلاده في الألعاب الأولمبية الصيفية 2012.

## روابط خارجية
ديمتري أليكسانين على موقع الاتحاد الدولي للمبارزة (الإنجليزية)
- ديمتري أليكسانين على موقع الاتحاد الدولي للخماسي الحديث (الإنجليزية)
- ديمتري أليكسانين على موقع أوليمبيديا (الإنجليزية)